# ハダック (原子力潜水艦)
|           |                                    |
| 艦歴      |                                    |
| 発注:     | 1960年8月24日                      |
| 起工:     | 1961年4月24日                      |
| 進水:     | 1966年5月21日                      |
| 就役:     | 1967年12月22日                     |
| 退役:     | 1993年4月7日                       |
| 除籍:     | 1993年4月7日                       |
| その後:   | 原子力艦再利用プログラム           |
| 性能諸元  |                                    |
| 排水量:   | 水上：3,770トン、 水中：4,300トン  |
| 全長:     | 85 m (279 ft)                      |
| 全幅:     | 9.7 m (31 ft 8 in)                 |
| 吃水:     |                                    |
| 機関:     | S5W reactor                        |
| 最大速:   | 20+ ノット                         |
| 乗員:     | 士官、兵員100名                    |
| 兵装:     | 21インチ魚雷発射管4基、 サブロック |
| モットー: |                                    |

ハダック (USS Haddock, SSN-621) は、アメリカ海軍の原子力潜水艦。パーミット級の13番艦。艦名はタラ目の魚の一種、ハダック（コダラの英名）に因む。その名を持つ艦としてはガトー級潜水艦20番艦(SS-231)以来3隻目。

## 艦歴
ハダックの建造は1960年8月24日にミシシッピ州パスカグーラのインガルス造船所に発注され、1960年6月6日に起工する。1961年4月24日にモーリス夫人（ニューメキシコ州選出下院議員トーマス・G・モーリスの妻）によって命名、進水し、1967年12月22日に艦長スタンリー・J・アンダーソン中佐の指揮下就役する。
ハダックの最初の母港はカリフォルニア州サンディエゴであった。西太平洋への配備後、1972年に最初のオーバーホールが終わると真珠湾へ母港は変更された。続く配備での功績でハダックは殊勲部隊章を受章した。
1977年にハダックはメア・アイランド海軍造船所で19ヶ月のオーバーホールに入る。オーバーホール完了後サンディエゴに帰還したハダックは第3潜水戦隊に配属された。
1983年12月23日にハダックは西太平洋での7回目の配備を完了した。1984年にメア・アイランド海軍造船所で3度目のオーバーホールに入り、作業完了後1987年2月にサンディエゴに帰還した。ハダックは1988年度の「Battle "E"」戦闘効率賞を受賞した。
その後1991年7月から10月まで11回目の西太平洋配備を行う。
ハダックは1993年4月7日に退役し、同日除籍された。その後ワシントン州ブレマートンで原子力艦再利用プログラムの下2000年10月1日に解体が始まり、2001年10月1日に作業は完了した。